# Brielle (New Jersey)
Pour l’article homonyme, voir Brielle (homonymie).
Brielle est un borough situé dans le comté de Monmouth, dans l'État du New Jersey, aux États-Unis.